# Ніколс (Айова)
Ніколс (англ. Nichols) — місто (англ. city) в США, в окрузі Маскетін штату Айова. Населення — 340 осіб (2020).

## Географія
Ніколс розташований за координатами 41°28′47″ пн. ш. 91°18′29″ зх. д. / 41.47972° пн. ш. 91.30806° зх. д. (41.479693, -91.307943).  За даними Бюро перепису населення США в 2010 році місто мало площу 0,60 км², уся площа — суходіл.

## Демографія
Згідно з переписом 2010 року, у місті мешкали 374 особи в 142 домогосподарствах у складі 105 родин. Густота населення становила 623 особи/км².  Було 150 помешкань (250/км²).
Расовий склад населення:
| - 87,4 % — білих - 2,1 % — азіатів - 1,1 % — чорних або афроамериканців - 8,3 % — осіб інших рас |

До двох чи більше рас належало 1,1 %. Частка іспаномовних становила 16,3 % від усіх жителів.
За віковим діапазоном населення розподілялося таким чином: 28,6 % — особи молодші 18 років, 60,2 % — особи у віці 18—64 років, 11,2 % — особи у віці 65 років та старші. Медіана віку мешканця становила 36,3 року. На 100 осіб жіночої статі у місті припадало 102,2 чоловіків;  на 100 жінок у віці від 18 років та старших — 93,5 чоловіків також старших 18 років.
Середній дохід на одне домашнє господарство  становив 59 877 доларів США (медіана — 51 250), а середній дохід на одну сім'ю — 63 817 доларів (медіана — 56 563). Медіана доходів становила 32 250 доларів для чоловіків та 31 250 доларів для жінок. За межею бідності перебувало 8,1 % осіб, у тому числі 11,5 % дітей у віці до 18 років та 4,6 % осіб у віці 65 років та старших.
Цивільне працевлаштоване населення становило 219 осіб. Основні галузі зайнятості: виробництво — 29,2 %, освіта, охорона здоров'я та соціальна допомога — 21,5 %, роздрібна торгівля — 8,2 %, науковці, спеціалісти, менеджери — 8,2 %.